# Quake 4

Quake-4-Variante des Quake-Logos

Quake 4 ist ein Computerspiel und der vierte Teil der Quake-Reihe. Er wurde von Raven Software unter der Aufsicht von id Software für den PC entwickelt und erschien am 18. Oktober 2005 für Windows. Zwei Tage später wurde der Linux-Client nachgeliefert. Quake 4 erschien als einer von 15 Starttiteln für die Xbox 360.

## Handlung
Die Handlung von Quake 4 knüpft direkt an Quake II an. Nachdem der oberste Feldherr (Makron) der Strogg getötet wurde, bereiten die terranischen Streitkräfte eine Großinvasion des Heimatplaneten der Strogg vor. Doch die Strogg haben inzwischen einen neuen Makron zum Anführer erhoben und kaum etwas von ihrer Kampfkraft eingebüßt. Man übernimmt die Rolle von Matthew Kane, der als Mitglied des Rhino Squads an der Invasion teilnimmt. Im Verlauf der Handlung versuchen die Marines einen EMP im Kern eines Zentralrechners zu zünden, um die Kommunikation der Stroggs zu unterbrechen. Während dieses Unterfangens wird Kane von den Strogg gefangen genommen und selbst in einen Cyborg umgewandelt. Doch kurz bevor sein Bewusstsein gleichgeschaltet wird, kann er von seiner Truppe befreit werden. Ausgestattet mit seinen neuen Fähigkeiten wird Kane zu einer Schlüsselfigur im weiteren Verlauf des Krieges, aber sein Strogg-artiges Aussehen macht ihn gleichzeitig zu einem Außenseiter.

## Spielprinzip

### Einzelspieler
Das Gameplay folgt den genretypischen Eigenarten: Der Spieler kämpft zuerst im Team mit computergesteuerten Kameraden, wird später von ihnen getrennt und muss einige Missionen im Alleingang überstehen. Im weiteren Verlauf der Handlung wird der Spieler immer wieder mit Soldaten seines Squads zusammengeführt, um verschiedenartige Aufträge auszuführen (beispielsweise Infiltration oder Sabotage), zu denen er über Funk angeleitet wird. Über die Funksprüche und kurze Wortwechsel mit den Kameraden wird der Fortgang der Story vermittelt.
Im Gegensatz zum Vorgänger kämpft der Spieler oft im Verband mit anderen Soldaten. In verschiedenen Leveln ist der Spieler in futuristischen Militärfahrzeugen, wie Schwebepanzern oder Mechs unterwegs.

### Mehrspieler
Der Mehrspielermodus ist bezüglich des Spielablaufs stark an Quake III Arena angelehnt. Dies betrifft auch eine ganze Reihe von beliebten Tricksprüngen (Circle-/Strafe-Sprünge), die das Spielgefühl der älteren Quake-Teile ausgemacht haben. Unterschiede betreffen vor allem die Spielphysik. So ist es nun möglich, Granaten von Jumppads abprallen zu lassen und Projektile durch Teleporter hindurchzuschießen. Als neue Bewegungsart wurde der crouch slide eingeführt, eine Rutschbewegung in der Hocke, die (auch in Kombination mit den anderen Tricksprüngen) zur Steigerung der Geschwindigkeit genutzt werden kann.
Spielmodi im Mehrspieler-Modus sind Deathmatch, Team Deathmatch, Capture the Flag (CTF) und Tournament, die alle ebenfalls bei Quake 3 zur Verfügung standen. Zusätzlich gibt es Arena Capture the Flag, das den normalen CTF-Modus durch die Hinzufügung von sogenannten Runen (dauerhafte Power-ups) erweitert. Einige der mitgelieferten Maps sind modernisierte Versionen populärer Mehrspieler-Level der Vorgänger Quake 2 und 3.

### Waffen
Im Einzelspielermodus hat der Spieler anfangs nur terranische Standardwaffen, die er mit der Zeit durch Modifikationen (beispielsweise veränderte Projektileigenschaften oder erhöhte Magazinkapazität) aufrüsten kann. Erbeutete Strogg-Waffen ergänzen das Arsenal. Im Multiplayer-Modus finden überwiegend die gleichen Waffen Verwendung, jedoch wird dort der Blaster durch den „Gauntlet“ ersetzt und die Waffen müssen anders als im Einzelspielermodus nicht nachgeladen werden.
Viele der Waffen sind bereits aus den Vorgängerspielen bekannt, andere sind gegenüber den Vorgängern leicht verändert oder komplett neu.
GauntletNahkampfwaffe im Multiplayermodus, die dort den Blaster ersetzt. Mehr oder weniger eine Kreissäge auf einem Panzerhandschuh.
BlasterEine wenig Schaden anrichtende Pistole mit unbegrenzter Munition, welche auch aufgeladen und dann abgefeuert werden kann, um den angerichteten Schaden zu erhöhen. Sie ist eine von zwei Waffen, die mit einer Lampe ausgestattet sind.
SturmgewehrEin Sturmgewehr, das standardmäßig mit einem Zielfernrohr ausgestattet ist, mit dem es möglich ist, zielgenau Einzelschüsse abzugeben. Zusätzlich verfügt das Maschinengewehr noch über eine Lampe. Im Spielverlauf wird die Munitionskapazität der Waffe erhöht.
PumpgunEine achtschüssige Pumpgun, die im weiteren Verlauf mit einem Magazinsystem zum schnelleren Nachladen und höherer Schusszahl modifiziert wird.
HyperblasterVerschießt kleine Plasmakugeln, welche mit einer hohen Geschwindigkeit abgefeuert werden. Durch eine Modifikation prallen die Geschosse von Wänden ab und können Feinde als Querschläger treffen.
NailgunDer Nagelwerfer schießt Nägel auf den Feind (ähnlich einer Maschinenkanone). Durch Modifikation wird das Magazin erweitert und eine Zielvorrichtung mit zielsuchenden Geschossen montiert.
GranatwerferSchießt Granaten ab, welche bei Feindkontakt oder nach drei Sekunden explodieren.
RaketenwerferSchießt Raketen ab und wird im Laufe der Handlung durch lasergesteuerte Raketen ergänzt.
RailgunFeuert durch ein Magnetfeld auf eine sehr hohe Geschwindigkeit beschleunigte Projektile ab. Sie ist mit einem Zielfernrohr ausgestattet und wird im Spielverlauf so modifiziert, dass die Projektile mehrere Ziele durchschießen können.
Lighting GunSchießt einen kontinuierlichen Blitz auf den Feind. Wird später so modifiziert, dass der Blitz auf nahegelegene Feinde überspringen kann.
Dark Matter GunVerschießt eine langsame, jedoch tödliche Kugel aus Dunkler Materie, welcher Feinde und herumliegende Objekte in sich aufsaugt. Kleinere Gegner werden nicht aufgesaugt, sondern zerfetzt.
Napalm Thrower(Durch den Patch Version 1.3 zum Multiplayer hinzugefügt) Verschießt schwer löschbares Napalm.

## Fassungen
Die deutsche Fassung des Spiels erschien auf DVD, ist zensiert, und hat von der USK eine Altersfreigabe von 16 Jahren erhalten. Sämtliche Blutdarstellung wurde hier entfernt, ebenso einige Zwischensequenzen, obgleich sie für das Verständnis der Handlung wichtig sind. Außerdem wurden einige Ladebildschirme ausgetauscht, welche bei dem Wechsel von einem Level zum nächsten vorgeblendet werden. Zudem ist der Mehrspieler-Modus nur sehr eingeschränkt nutzbar (siehe dazu Technik). Die unzensierte US- und UK-Fassung (BBFC 18) erhielten keine USK-Altersfreigabe und wurde in Deutschland indiziert.
Neben diesen beiden Versionen gibt es des Weiteren eine limitierte Special Edition, welche auf 2 DVDs vertrieben wurde. Diese enthält zusätzlich den Vorgänger Quake II inklusive der beiden Add-ons The Reckoning und Ground Zero sowie „Making of“-Videos und verfügt über eine andere Covergestaltung.
Es gibt eine italienische, eine spanische, eine französische und eine englische Version des Spiels. Eine deutschsprachige Version gibt es nicht; die in Deutschland erschienene Version ist komplett auf Englisch. Die Jugendschutzmaßnahmen, die für die deutsche Fassung ergriffen wurden, haben Quake 4 stark verfremdet. Szenen, in denen der Protagonist von Maschinen gewaltsam in einen Cyborg umgewandelt wird, sind ersatzlos entfernt worden, sodass die Handlung an der entsprechenden Stelle unverständlich wird. Außerdem ist die zensierte deutsche Version inkompatibel zur Originalversion, weshalb es nicht möglich ist, mit der deutschen Ausgabe auf internationalen Multiplayer-Servern zu spielen.

## Technik
Quake 4 ist das erste Spiel der Quake-Reihe, welches keine eigens für das Spiel entwickelte Engine nutzt. Stattdessen wird eine überarbeitete Version der Doom-3-Engine verwendet, die unter anderem die Darstellung von Außenarealen verbessert.
Mit den bisher erschienenen Patches wurden viele Bugs ausgebügelt und die Spielmechanik im Mehrspielermodus neu ausbalanciert, wobei auch Tipps und Verbesserungsvorschläge aus der Quake-Community in den Patches berücksichtigt wurden. Zusätzlich enthielten die Patches neue Level, Waffen und Spielmodi für den Mehrspielermodus.
Der Quake-4-Mehrspielermodus ist gegen Cheating durch PunkBuster geschützt.

## Rezeption
Das Spiel sei voller halbgarer Momente, Klischees und wenig dichter Stimmung. Die Musikuntermalung ist trotz EAX-Technik größtenteils langweilig. Im Einzelspieler fallen Schießbuden-Abschnitte negativ auf. Die neuen Deathmatch-Karten wirken undurchdacht, und nur wenige gute bekannte Maps wurden wiederveröffentlicht. Häufig fehlen signifikante Hotspots mit Powerups. Nur die CTF-Karten überzeugen. Schießen durch Portale und Abprallen von Granaten auf Jump-Pads seien hingegen gute Neuerungen, da sie Fluchten erschweren. Quake 4 überzeuge sowohl im Mehrspieler als auch im Einzelspieler und stelle den Höhepunkt des Jahres 2005 für das Genre dar. Die fehlende Übersetzung der englischen Texte sei störend. M! Games warf den Entwicklern Mutlosigkeit vor. Der Shooter bereichere das Genre nicht mit neuen Aspekten. Das wiederholte Ablaufen der Räume auf dem Rückweg falle negativ auf. Auf der Xbox 360 breche zudem die Framerate oft ein.